# Pavetta grossissima
Espèce
Pavetta grossissima S.D. Manning est une espèce de plantes de la famille des Rubiaceae et du genre Pavetta, selon la classification phylogénétique, endémique du Cameroun. 

## Distribution
On l'a trouvée en 1986 dans la région du Sud-Ouest, le long de la route qui lie Fabe à Mundemba, à 5 km au nord est de Mundemba, dans le département du Ndian.